# Bordj Sabat
Bordj Sabat (în arabă برج صباط) este o comună din provincia Guelma, Algeria.
Populația comunei este de 10.158 de locuitori (2008).